# Носко Павло Леонідович
Носко Павло Леонідович (рос. Носко Павел Леонидович; англ. Nosko, Pavlo; нар. 29 травня 1960, Луганськ, УРСР) — український вчений в галузі теорії механізмів і машин, доктор технічних наук, професор, автор та співавтор понад 200 наукових праць та понад 90 винаходів, відмінник освіти України, завідувач кафедри машинознавства СНУ імені В.Даля у 2001–2015 роках, проректор СНУ імені В.Даля у 2009–2013 роках, професор кафедри машинознавства НАУ.

## Біографія
Народився 29 травня 1960 року в місті Луганськ. Батько — Носко Леонід Григорович. Мати — Носко Інна Олексіївна. Дід — Носко Григорій Михайлович. У 1982 році з відзнакою закінчив Ворошиловградський машинобудівний інститут за спеціальністю «Промисловий транспорт». Навчався в аспірантурі Московського вищого технічного училища імені М. Е. Баумана. У 1987 році захистив кандидатську дисертацію на тему «Розробка методики оцінки навантаженості остова колісного трактора з метою зниження його маси». Почав працювати викладачем на кафедрі теорії механізмів і машин Ворошиловградського машинобудівного інституту. У 1989–1991 роках проходив наукове стажування в Інституті індустріальних наук Токійського університету. У 2000 році захистив докторську дисертацію на тему «Багатопараметричний синтез машинобудівних конструкцій». У 2001–2015 роках завідував кафедрою машинознавства СНУ імені В.Даля. У 2009–2013 роках працював проректором СНУ імені В.Даля з науково-педагогічної роботи. З 2015 року працює професором на кафедрі машинознавства НАУ. Одружений. Має сина і доньку. Захоплюється футболом і хокеєм.

## Науково-педагогічна діяльність
Понад 25 років викладає технічні дисципліни, досліджує проблеми в галузі теорії механізмів і машин, займається організацією навчальної, науково-методичної та науково-дослідницької роботи. Основні напрями досліджень: скінченно-елементний аналіз напружено-деформованого стану деталей машин; синтез машинобудівних конструкцій з оптимальними масогабаритними характеристиками; синтез передач зачепленням; проектування сільсько-господарських машин. Опублікував понад 200 наукових праць. Отримав понад 90 патентів на винаходи. Підготував 3 докторів і 3 кандидатів технічних наук. Нагороджений нагрудним знаком «Відмінник освіти України» і Почесною грамотою МОН України.

## Почесні посади і звання
- член експертної ради ВАК України (2004–2009);
- член наукової ради МОН України;[10][11]
- академік Підйомно-транспортної академії України;
- академік Міжнародної академії інформатизації;
- член-кореспондент Інженерної академії України;
- член Японського товариства інженерів-механіків (1989–1995);
- член комітету моторизації і енергетики сільського господарства Люблінського відділення Польської академії наук;[12]
- член редколегії наукового журналу «Проблеми тертя та зношування» НАУ;[13]
- член редколегії наукового журналу «Вісник» СНУ імені В.Даля;
- член редколегії наукового журналу «Вісник» Донбаської державної машинобудівної академії;[14]
- член Вченої ради СНУ імені В.Даля.

## Монографії і навчальні посібники
- Носко П. Л. Оптимальное проектирование машиностроительных конструкций. Луганск: Изд-во ВУГУ, 1999. 392 с. ISBN 966-590-091-9.
- Курсове проектування з теорії механізмів і машин / П. В. Філь, А. М. Ахтямов, П. Л. Носко [та ін.]. Луганськ: Вид-во СУДУ, 1999. 104 с. ISBN 966-590-179-6.
- Тексты лекций по дисциплине «Теория механизмов и машин» для студентов заочной формы обучения / П. Л. Носко, П. В. Филь, Н. В. Манько [и др.]. Луганск: Изд-во ВУНУ имени В.Даля, 2002. 122 с.
- Шишов В. П., Носко П. Л., Ревякина О. А. Цилиндрические передачи с арочными зубьями. Луганск: Изд-во ВНУ имени В.Даля, 2004. 335 с. ISBN 966-590-480-9.
- Високонавантажені циліндричні передачі з двоопукло-ввігнутими зубцями / В. П. Шишов, П. Л. Носко, П. М. Ткач [та ін.]. Луганськ: Вид-во СНУ імені В.Даля, 2005. 216 с.
- Шишов В. П., Носко П. Л., Филь П. В. Теоретические основы синтеза передач зацеплением. Луганск: Изд-во ВНУ имени В.Даля, 2006. 408 с. ISBN 966-590-575-9.
- Высоконагруженные цилиндрические червячные передачи / В. П. Шишов, П. Л. Носко, А. Д. Чепурной [и др.]. Луганск: Изд-во ВНУ имени В.Даля, 2007. 396 c. ISBN 978-966-590-670-4.
- Круговинтовые зубчатые передачи с ассиметричной функцией передаточного отношения / Н. Л. Утутов, П. Л. Носко, А. Д. Чепурный [и др.]. Луганск: Изд-во ВНУ имени В.Даля, 2008. 176 с. ISBN 978-566-590-699-5 Помилка параметра в {{ISBN}}: контрольна сума.
- Технологічні машини і механізми: навч. посіб. / В. О. Белодєдов, П. Л. Носко, П. В. Філь. Луганськ: Вид-во СНУ імені В.Даля, 2009. 208 с. ISBN 978-966-590-733-6.
- Основи машинознавства: навч. посіб. / П. Л. Носко, В. П. Шишов, В. В. Бурко [та ін.]. Луганськ: Вид-во СНУ імені В.Даля, 2009. 123 с. ISBN 978-966-590-749-7.
- Застосування вібраційної обробки для підвищення якості виробів / П. Л. Носко, М. О. Калмиков, А. П. Ніколаєнко [та ін.]. Луганськ: Ноулідж, 2009. 292 с. ISBN 978-966-1571-18-0.
- Высоконагруженные винтовые зубчатые передачи / В. П. Шишов, П. Л. Носко, Н. И. Величко [и др.]. Луганск: Изд-во ВНУ имени В.Даля, 2009. 240 с. ISBN 978-966-590-784-8.
- Методологічні основи наукового дослідження машинобудівних конструкцій: навч. посіб. / П. Л. Носко, В. М. Нигора, П. В. Філь [та ін.]. Луганськ: Вид-во СНУ імені В.Даля, 2009. 209 с.
- Белодедов В. А., Носко П. Л. Филь П. В. Параметрическая оптимизация точных дозаторов. Луганск: Изд-во ВНУ имени В.Даля, 2011. 318 с. ISBN 978-966-590-889-0.
- Проектирование зубчатых передач с асимметричной функцией передаточного отношения: учеб. пособие / Н. Л. Утутов, П. Л. Носко, А. П. Карпов. Луганск: Ноулидж, 2012. 203 с. ISBN 978-617-579-376-3.